# Закон обмежуючих факторів
Закон обмежуючих факторів — це закон лімітуючих факторів, закон, який є розширенням Закону толерантності Шелфорда, згідно з яким фактори середовища, які мають у конкретних умовах пессимальне значення, тобто найбільш віддаляються від оптимуму, особливо утруднюють (обмежують) можливість існування виду в даних умовах незважаючи на оптимальне поєднання інших умов. 
Такі фактори, які відхиляються від оптимуму, набувають першорядного значення в житті виду або окремих особин, визначаючи їх географічний ареал. Виявлення обмежуючих (лімітуючих) чинників дуже важливо в практиці сільського господарства для встановлення екологічної валентності, особливо в найбільш уразливі (критичні) періоди онтогенезу тварин і рослин. Закон обмежуючих факторів відкритий Ф. Блекманом (1909).